# Direcció general de Polítiques de Suport a la Discapacitat
La Direcció general de Polítiques de Discapacitat és un òrgan de gestió de la Secretaria d'Estat de Serveis Socials del Ministeri de Sanitat, Consum i Benestar Social. Fins 2018 era coneguda com a Direcció General de Polítiques de Suport a la Discapacitat.
El Director General de Polítiques de Suport a la Discapacitat és el Director del Reial Patronat sobre Discapacitat.

## Funcions
Les funcions de la Direcció general es regulen en l'article 4 del Reial decret 1047/2018, i són:
- La planificació, el disseny, l'ordenació, gestió i avaluació dels programes i plans d'àmbit estatal en matèria de discapacitat i la seva coordinació amb les comunitats autònomes i la col·laboració amb altres administracions públiques, així com la coordinació i seguiment de l'actuació dels òrgans consultius en matèria de discapacitat.
- La proposta de normativa en les matèries de la seva competència, sense perjudici de les competències de la Secretaria General Tècnica.
- Les relacions amb organismes estrangers i internacionals i la coordinació tècnica dels programes de cooperació internacional relatius a la discapacitat, sense perjudici de les funcions d'adreça i coordinació que corresponen a la Subsecretaria del Departament.
- L'impuls de polítiques sectorials sobre discapacitat i la seva coordinació interministerial, així com entre l'Administració General de l'Estat i la de les comunitats autònomes i les corporacions locals.
- El foment de la cooperació amb les organitzacions i entitats que agrupen a les persones amb discapacitat i les seves famílies.
- L'exercici de la tutela de l'Estat i el foment de la col·laboració i suport a la Creu Roja Espanyola, a l'ONCE, per al compliment de les seves finalitats socials.
- La promoció de la igualtat d'oportunitats, no discriminació i accessibilitat universal de les persones amb discapacitat, en col·laboració amb el Ministeri de la Presidència, Relacions amb les Corts i Igualtat.

## Estructura
De la Direcció general depenen els següents òrgans:
- La Subdirecció General de Coordinació i Ordenació.
- La Subdirecció General de Diàleg Civil.
- Oficina d'Atenció a la Discapacitat.

## Directors generals
- Ignacio Tremiño Gómez (24 de gener de 2012-21 de maig de 2016)[3]
- Borja Fanjul Fernández-Pita (26 de novembre de 2016-14 de juliol de 2018)[4]
- Jesús Ángel Celada Pérez (14 de juliol de 2018-)[5]